# Kārlis Skalbe
Œuvres principales
Ziemas pasakas (1913)
Kārlis Skalbe, né le 7 novembre 1879 à Vecpiebalga en Lettonie et mort le 14 avril 1945 à Stockholm en Suède, est un écrivain, poète et homme politique letton. Il est célèbre pour ses 72 contes de fée, qui toutefois ne ciblent pas réellement un public d'enfants. Dans son pays natal, il est appelé le « Roi des contes de fée ». La dédicace du Monument de la Liberté de Rīga est de lui. Son recueil Ziemas pasakas (1913) fait partie du Canon culturel letton.

## Biographie
Kārlis Skalbe naît en 1879, dans la maison "Incēni", de Jānis Skalbe (1833-1888), forgeron, et de sa femme Ede (née Brūklene). La famille comptera au total 10 enfants. Il étudie à l'école de Veļķi de 1887 à 1890, puis à l'école paroissiale de Vecpiebalga de 1890 à 1896.
Jeune, Skalbe travaille comme agriculteur et colporteur avant d'obtenir son diplôme d'enseignant en 1901. Entretemps, en 1898, il fait publier son premier recueil de poésies - Pie jūras. Il travaille comme instituteur à l'école de Ērgļi de 1901 à 1904, puis se fait licencier pour ses opinions politiques. Skalbe se rapproche de Rūdolfs Blaumanis, Antons Austriņš, Jānis Akuraters, Jānis Poruks. Il se marie avec Lizete Erdmane. En 1905, il fonde le journal révolutionnaire Kāvi dont il sera également le rédacteur. En 1906, avec Janis Akuraters, Jānis Jaunsudrabiņš et d'autres jeunes écrivains lettons, Skalbe signe le manifeste publié par le journal Dzelme intitulé Mūsu mākslas motīvi [Motivations de notre art] en faveur de la liberté d'expression des hommes de lettres.
Fuyant la menace d'une arrestation en 1906, il s'exile en Suisse en passant par la Finlande, mais revient en Lettonie la même année. En 1907, il part pour la Norvège, où il reste jusqu'à 1909. Lors de cet exil, Skalbe étudie le folklore de différents pays, achève les recueils de poésies Zemes dūmos (1906), Veļu laikā (1907), Emigranta dziesmas (1909) et le livre de contes Ezerieša meita (1907).
Il rentre en Lettonie en 1909 et n'échappera pas à l'arrestation, les autorités n'ayant pas oublié ses penchants révolutionnaires. Il est interné de 1911 au 1913. En prison, il traduit des œuvres de Pouchkine et d'Oscar Wilde.
Lors de la Première Guerre mondiale Skalbe travaille comme correspondent du journal Līdums à Varsovie, puis, à Moscou comme responsable de la section artistique du bureau de culture lettonne. En 1919, il combat au sein des  Tirailleurs lettons, travaille dans la rédaction du journal Laiks puis dans le journal Jaunā Latvija. Il publie plusieurs recueils de poésie comme Kara gleznas (1914) ou Daugavas viļņi (1918). Skalbe était l'un des plus ardents partisans de l'indépendance lettonne. En 1918, il devient membre du conseil provisoire national de Lettonie, le LPNP (Latviešu Pagaidu Nacionālā padome). Après la guerre, Skalbe participe activement à de nombreux congrès, à la rédaction de divers périodiques à caractère politique, ainsi qu'à l'Assemblée constitutionnelle de la Lettonie (Satversmes sapulce). Il fut le député des deux Saeima. 
Lors de l'occupation allemande, Skalbe dirige le journal Latvju Mēnešraksts [Le Mensuel letton]. Il réside en Lettonie jusqu'en 1944. Lorsque l'occupation des pays baltes par l'URSS devient imminente, l'écrivain s'exile en Suède et meurt quelques mois plus tard à Stockholm où il est inhumé. Le 20 juin 1992, l'urne contenant ses cendres et celles de son épouse Lizete est rapatriée à Saulrieti dans le pagasts de Vecpiebalga, où son ancienne résidence d'été avait accueilli le musée consacré à sa vie et à son œuvre depuis 1987.

## Œuvres
- À la mer (Pie jūras, 1898)
- Les Rêves d'un prisonnier (1902)
- Quand fleurissent les pommiers (1904)
- Comment je suis allé voir la Fille du Nord (1904)
- Dans les fumées de la Terre (Zemes dūmos, 1906)
- Veļu laikā (Été de la Saint-Martin, 1907),
- Ezerieša meita (1907)
- Les Chants de l'émigrant (Emigranta dziesmas, 1909)
- Contes d'hiver (Ziemas pasakas, 1913)
- Le moulin du petit chat (1913)
- Tableaux de guerre (Kara gleznas, 1914)
- En Courlande (Kurzeme, 1919)
- Les Flots de la Daugava (Daugavas viļņi, 1918)
- Conte du fils ainé et autres contes (1924)
- La Légende de la mère (1928)
- La Chance de l'idiot (1932)
- Les Feux du soir (1927)
- Les Mélodies du silence (1941)